# Hadsund Provsti
Hadsund Provsti er et provsti i Aalborg Stift. Provstiet dækker den del af Mariagerfjord Kommune, der ligger nord for Mariager Fjord. Den sydlige del af kommunen høre til Hobro-Mariager Provsti i Aarhus Stift .
Før 2007 hørte Skørping Kommune også til Hadsund Provsti. Ved provstireformen i forbindelse med Kommunalreformen i 2007, blev Skørping Kommune en del af Rebild Kommune der høre til  Rebild Provsti.
Hadsund Provsti består af 12 sogne med 14 kirker, fordelt på 7 pastorater.

## Provster
- H Krogh Nielsen (1965-1971)
- Kristian Jordansen (1971-1987)
- Ole Brandt-Pedersen (1987-1996)
- Marianne Christiansen (1997-2004)
- Carsten Bøgh Pedersen (2004-)[1]

## Pastorater
| Pastorater i Hadsund Provsti | Pastorater i Hadsund Provsti | Pastorater i Hadsund Provsti |
| ---------------------------- | ---------------------------- | ---------------------------- |
| Als-Øster Hurup Pastorat     | Astrup-Rostrup Pastorat      | Oue-Valsgaard Pastorat       |
| Rold-Vebbestrup Pastorat     | Skelund-Visborg Pastorat     | Storarden Pastorat           |
| Vive-Hadsund Pastorat        |                              |                              |

## Sogne
| Sogne i Hadsund Provsti | Sogne i Hadsund Provsti | Sogne i Hadsund Provsti |
| ----------------------- | ----------------------- | ----------------------- |
| Als Sogn                | Arden Sogn              | Astrup Sogn             |
| Oue Sogn                | Rold Sogn               | Rostrup Sogn            |
| Skelund Sogn            | Valsgaard Sogn          | Vebbestrup Sogn         |
| Visborg Sogn            | Vive-Hadsund Sogn       | Øster Hurup Sogn        |

## Kirker
| Kirker i Hadsund Provsti | Kirker i Hadsund Provsti | Kirker i Hadsund Provsti |
| ------------------------ | ------------------------ | ------------------------ |
| Als Kirke                | Arden Kirke              | Astrup Kirke             |
| Hadsund Kirke            | Oue Kirke                | Rold Kirke               |
| Rostrup Kirke            | Skelund Kirke            | Storarden Kirke          |
| Valsgaard Kirke          | Vebbestrup Kirke         | Visborg Kirke            |
| Vive Kirke               | Øster Hurup Kirke        |                          |